# Euchalcia biezankoi
Euchalcia biezankoi är en fjärilsart som beskrevs av Alberti 1965. Euchalcia biezankoi ingår i släktet Euchalcia och familjen nattflyn. Inga underarter finns listade i Catalogue of Life.